# Organização Especial (Império Otomano)
A Organização Especial (em turco otomano: تشکیلات مخصوصه; romaniz.: Teşkilât-ı Mahsusa, abreviado TM) foi uma organização de inteligência, paramilitar e polícia secreta do Império Otomano, conhecida por seu papel fundamental na comissão da deportação armênia.  Originalmente organizada sob o Ministério da Guerra, a organização foi transferida para responder diretamente ao partido no poder, o Comitê União e Progresso (CUP), em fevereiro de 1915.  Liderada por Bahaeddin Şakir e Nazım Bey e formada no início de 1914 por membros de tribos (especialmente circassianos e curdos), bem como mais de 10.000 criminosos condenados, a quem foi oferecida uma chance de se redimir se servissem ao estado, como uma força independente do exército regular. 

## Origens
A data exata da fundação não é clara ou é contestada. Segundo alguns pesquisadores, a organização pode ter sido estabelecida por Enver Pasha, que colocou Süleyman Askeri no comando da organização em 17 de novembro de 1913.   A data de sua criação é bastante vaga, pois foi na verdade uma continuação de vários grupos menores estabelecidos por Enver Pasha e amigos após a Revolução dos Jovens Turcos de 1908.  Algumas bandas provinciais da Anatólia Oriental integraram diretamente unidades curdas Hamidiye. 
A organização mantinha um orçamento clandestino e uma estrutura de comando controlada pelo Ministério da Guerra . A sua existência foi mantida em segredo do parlamento e do público, e a sua existência e crimes só foram revelados com a ocupação estrangeira e os tribunais militares de 1919.  Mantinha um comité central composto por representantes do Ministério do Interior, do Ministério da Guerra e do Comitê Central do CUP, e outro comité central sediado em Erzurum, onde Bahaeddin Şakir estava sediado.  As atividades foram coordenadas entre esses comitês centrais e os secretários locais do partido unionista. 
A organização organizou bandos armados (çetes) que foram integrados nos exércitos.  A falta de disciplina nessas bandas prejudicou o relacionamento entre o exército e a Organização Especial.  Por volta de fevereiro de 1915, a organização foi separada do exército e colocada sob o controle direto de Şakir. 
De acordo com o testemunho de um membro da Organização Especial durante os tribunais militares, um certo Rıza, havia duas Organizações Especiais: uma ligada ao CUP, a outra ao Ministério da Guerra, com o organismo sob o controlo do partido a ter organizado unidades para a deportação e extermínio de arménios.  O líder desta organização controlada pelo partido era Şakir. Outro testemunho afirma que o gabinete do Ministério da Guerra da Organização Especial foi dissolvido em abril de 1915. 

## 1912–1913
A Organização Especial foi fundada para ser uma vanguarda para uma revolta muçulmana na Trácia Ocidental ocupada pela Bulgária durante as Guerras dos Balcãs .  O esforço resultou no efêmero Governo Provisório da Trácia Ocidental.

## 1915–1918

### Genocídio armênio
Enver Pasha assumiu o papel principal na direção da Organização Especial e seu centro de administração mudou-se para Erzurum.  O primeiro líder da Organização Especial foi Süleyman Askeri Bey. Após sua morte, ele foi substituído por Ali Bey em 14 de abril de 1915, que ocupou o cargo até o Armistício de Mudros.  O último diretor, Hüsamettin Ertürk [tr], trabalhou como agente em Istambul do governo de Ancara após o Armistício.  Ele escreveu um livro de memórias chamado İki Devrin Perde Arkası (Nos bastidores de duas eras). 
Muitos membros desta organização que desempenharam papéis específicos no genocídio armênio também participaram do movimento nacional turco.  A Organização Especial, constituída por quadros unionistas especialmente fanáticos, foi expandida a partir de agosto de 1914.  Talaat Pasha, como Ministro do Interior, deu ordens para que todos os prisioneiros condenados pelos piores crimes, como homicídio, violação e roubo, pudessem ser libertados se concordassem em juntar-se à Organização Especial para matar arménios e saquear as suas propriedades.  Além dos criminosos de carreira endurecidos que se juntaram em grande número para obter a sua liberdade, as bases das unidades de extermínio da Organização Especial incluíam membros de tribos curdas atraídos pela perspectiva de pilhagem e refugiados da Rumélia, que estavam sedentos pela perspectiva de vingança contra os cristãos depois de terem sido forçados a fugir dos Balcãs em 1912. 

Conforme explicado na principal acusação no julgamento ( à revelia) dos Três Paxás, os massacres do genocídio armênio foram liderados pela Organização Especial sob um de seus líderes, o médico turco Dr. Behaeddin Shakir. A Organização Especial era muito temida por todos e, segundo todos os relatos, era a responsável pela pior violência contra os armênios.  O historiador americano Gerard Libaridian escreveu sobre a combinação letal na Organização Especial de quadros unionistas fanáticos que comandavam condenados recém-libertados da prisão:
A libertação das mais vis e desenfreadas paixões animais serviu bem ao propósito do governo de garantir o extermínio da forma mais humilhante e desumanizante. A tortura de milhares de mulheres e crianças tornou-se uma fonte de satisfação para centenas de pessoas que procuraram e encontraram sanção oficial de funcionários do governo, bem como de clérigos muçulmanos, uma vez que o assassinato de arménios foi caracterizado, tal como a guerra contra a Entente, como uma jihad ou santa guerra. A imaginação humana trabalhou para conceber novas formas de mutilar, queimar e matar  – Gerard Libaridian 
Para impedir que os muçulmanos comuns, sejam eles turcos, curdos ou árabes, salvassem as vidas dos armênios, foi aprovado um decreto declarando que a pena para quem abrigasse armênios era a morte por enforcamento e a destruição da própria casa; apesar deste decreto, vários turcos, curdos e árabes comuns abrigaram os armênios da fúria da Organização Especial.  Outros turcos, curdos e árabes comuns ajudaram o exército, os gendarmes e a Organização Especial nas deportações e assassinatos, motivados pelo desejo de saquear propriedades armênias, de ter mulheres e meninas armênias como escravas sexuais ou por causa de incitamentos de clérigos muçulmanos que diziam que o genocídio era um ato de jihad.  À medida que os gendarmes reuniam os arménios para deportação, era comum que fossem criados mercados de escravos onde, pelo preço certo, um homem muçulmano podia comprar mulheres e/ou raparigas arménias para usar como suas escravas sexuais.  Além do genocídio contra os armênios, o regime da CUP travou o genocídio assírio contra a minoria assíria e o genocídio dos gregos pônticos contra os gregos pônticos no Ponto. Na Trácia e na Anatólia Ocidental, a Organização Especial, assistida por funcionários do governo e do exército, deportou todos os homens gregos em idade militar para brigadas de trabalho, a partir do verão de 1914 e até 1916. 

### Outras atividades
Durante a Primeira Guerra Mundial, Eşref Sencer Kuşçubaşı foi alegadamente o diretor de operações na Arábia, no Sinai e no Norte de África.  Ele foi capturado no Iêmen no início de 1917 pelos militares britânicos e foi prisioneiro de guerra em Malta até 1920, sendo posteriormente libertado em troca de prisioneiros de guerra britânicos.  No entanto, Ahmet Efe escreveu que os arquivos militares otomanos têm informações detalhadas sobre o pessoal da organização e que Kuşçubaşı não é mencionado. 
Na Líbia, Nuri Killigil organizou operações envolvendo propaganda, subversão, terrorismo e sabotagem; ele coordenou essas operações com os Senussi.  

## Membros
Esta lista inclui membros supostamente notáveis, de acordo com uma entrevista com seu suposto ex-líder Eşref Kuşçubaşı pelo oficial do INR dos EUA Philip H. Stoddard:   Embora a maior parte de seus 30.000 membros fossem formados por especialistas treinados, como médicos, engenheiros e jornalistas, a organização também empregava criminosos denominados başıbozuk, que haviam sido libertados da prisão em 1913 por anistia.  
| Agente                      |
| --------------------------- |
| Enver Pasha                 |
| Süleyman Askerî Bey         |
| Kuşçubaşızâde Eşref Bey     |
| Hussein Rauf Bey (Orbay)    |
| Çerkes Ethem                |
| Abdulaziz es Senussi        |
| Dr. Esad Bey (Işık)         |
| Husam al-Din Bey (Ertürk)   |
| Mehmed Akif Bey (Ersoy)     |
| Cezayirli Emir Ali          |
| Kel Ali Bey (Çetinkaya)     |
| Ali Fethi Bey (Okyar)       |
| Zenci Musa                  |
| Aziz Ali Bey (al-Misri)     |
| Nuri Bey (Killigil)         |
| Ahmed Fuad Bey (Bulca)      |
| Lieutenant Islam Bey        |
| Mustafa Kemal Bey (Atatürk) |
| Mehmed Nuri Bey (Conker)    |
| Dr. Refik Bey (Saydam)      |
| Çerkes Reşit                |
| Yakub Cemil                 |
| Mithat Şükrü Bleda          |
| Cherkes Ahmet               |
| Dr. Behaeddin Shakir        |
| Eyub Sabri Bey (Akgöl)      |
| Fuad Bey (Balkan)           |
| Hilmi Musallimi             |
| Ismail Canbulat             |
| Rasuhi Bey                  |
| Filibeli Ahmed Hilmi Bey    |
| Sharif Bourguiba            |
| Ibn al-Rashid               |

## Dissolução
A organização foi desmantelada após um debate parlamentar e substituída pela Organização Revolucionária Geral do Mundo Islâmico (em turco: Umûm Âlem-i İslâm İhtilâl Teşkilâtı) após a Primeira Guerra Mundial. Esta organização realizou sua primeira reunião em Berlim. No entanto, foi forçado a passar à clandestinidade pelos britânicos, que se recusaram a deixar estes aliados alemães operarem. 
Em 1921, Atatürk fundou outra organização secreta chamada Liga de Defesa Nacional (em turco: Müdafaa-i Milliye Cemiyeti), chefiado pelo antigo chefe da Organização Especial, Hüsamettin Ertürk. 